# Gérard Lesne
Gérard Lesne (* 15. Juli 1956 in Montmorency) ist ein französischer Sänger (Countertenor) und Dirigent.

## Leben
Gérard Lesne hatte in seiner Jugend kaum eine formale musikalische Ausbildung, studierte jedoch einige Zeit Musik an der Sorbonne. Seit 1979 trat er als Rock- und Jazzsänger auf. Hier fiel er dem belgischen Sänger Zeger Vandersteene auf, der ihn in Kontakt mit René Clemencic, einem Spezialisten für alte Musik brachte. Ab 1979 gehörte Lesne dessen Ensemble Clemencic Consort an. Als Mitglied von Les Arts Florissants (1984–90) unter William Christie lernte er das Repertoire des französischen Barock kennen. Von 1988 bis 1992 sang er in Philippe Herreweghes Ensembles La Chapelle Royale und Collegium Vocale Gent Musik deutscher Barockkomponisten. 1990 erschienen bei Harmonia Mundi zwei Alben mit Sakralwerken von Bach.
1985 gründete Lesne das Ensemble Il Seminario Musicale, mit dem er sich zunächst der Musik italienischer Barockkomponisten wie Alessandro Scarlatti, Antonio Vivaldi und Alessandro Stradella widmete. Mit dem Ensemble arbeiteten Musiker wie Marc Minkowski, Fabio Biondi, Blandine Rannou, Patrick Cohën-Akenine, Bruno Cocset, Benjamin Perrot, Florence Malgoire und Violaine Cochard zusammen. 2005 erschien ein fünfteiliges Album mit französischer Sakralmusik.
Er gastiert international in Opernhäusern und Konzerthallen wie der Pariser Oper, den Pariser Théâtre des Champs-Élysées und Théâtre du Châtelet, Teatro La Fenice, der Opéra National de Lyon, dem Teatro San Carlo in Neapel, der Oper Tokio, dem Londoner Barbican Centre, der Concertgebouw (Amsterdam), dem Wiener Konzerthaus, dem Berliner Konzerthaus, dem Lincoln Center in New York City sowie bei Festivals u. a. in Aix-en-Provence, Boston, Ambronay, Utrecht und Sankt Petersburg.
Seit 1993 ist Lesne Leiter der jährlich stattfindenden Meisterkurse in der Abtei Royaumont, hier gibt er auch Gesangskurse. 2004 wurde er als Chevalier des Arts et des Lettres ausgezeichnet.

## Diskografie (Auswahl)
- 1979: Cantigas de Santa Maria, mit Alia Musica, PolyGram, MC 5500 231.
- 1980: Gilles Binchois: chansons, missa Ferialis, Magnificat, miz le Clemencic Consort, Musique en Wallonie, 1 CD MEW 0209.
- 1986: Antonio Vivaldi, Cantate Italiane e Sonata, mit Fabio Biondi, Solovioline und Il Seminario musicale, diapason d'or, chez Adda. Réédité par Musidisc en 2001.
- 1987: Vivaldi, Stabat Mater, Nisi Dominus... (Musique sacrée pour contralto et basse continue), mit Il Seminario musicale, Harmonic Records.
- 1988: Marc-Antoine Charpentier, David et Jonathas H.490, mit Les Arts Florissants, direction William Christie, (rôle de David). 2 CD Harmonia Mundi
- 1989: "ô Lusitano" Portuguese vilancetes, cantigas and romances mit "Circa 1500", Nancy Hadden direction. 1 CD Virgin classics veritas 7590712/0777 7590712 4
- 1990: Johann Sebastian Bach, Magnificat, mit dem Collegium Vocale Gent, La Chapelle Royale, Leitung Philippe Herreweghe, Harmonia Mundi.
- 1990: Claudio Monteverdi, Salve Regina - Motets pour 1, 2 et 3 voix, mit Il Seminario musicale, Virgin Classics.
- 1990: Georg Friedrich Händel, Lucrezia, mit Il Seminario musicale, Virgin Classics.
- 1991: Antonio Caldara, Cantatas, Virgin Classics, Neuauflage 1999.
- 1991: François Couperin, Leçons de Ténèbres du Mercredy Saint, mit Il Seminario musicale, Harmonic Records.
- 1992: Vivaldi, Salve Regina, mit Fabio Biondi et Il Seminario musicale, diapason d'or, Virgin Classics.
- 1992: Alessandro Stradella, San Giovanni Battista, mit Les Musiciens du Louvre Leitung Marc Minkowski, Erato.
- 1993: Marc-Antoine Charpentier, Leçons de Ténèbres, Office du Vendredi Saint, Il Seminario Musicale, CD Virgin classics 1993. Diapason d’Or.
- 1994: Baldassare Galuppi, Motets, mit Véronique Gens, Peter Harvey et Il Seminario Musicale, Virgin Classics.
- 1995: Alessandro Stradella, Motets, mit Sandrine Piau et Il seminario musicale, Virgin Classics. Neuauflage 1999 mit les cantates de Antonio Caldara, compilation Virgin classics.
- 1996: Niccolò Jommelli, Le Lamentazioni del profeta Geremia per il mercoledì Santo, par Il Seminario Musicale sous la direction de Christophe Rousset, mit Véronique Gens, Virgin Classics.
- 1999: Alessandro Scarlatti, Stabat Mater, Salve Regina, Quae est ista, mir Sandrine Piau, Jean-François Novelli, Il Seminario musicale, Virgin.
- 2001: Marc-Antoine Charpentier, Trois Histoires Sacrées, Mors Saülis et Jonathae H.403, Sacrificium Abrahae H.402, In circumcisione Domini H.316, Il Seminario Musicale, CD Naive.
- 2001: Carl Orff, Carmina Burana, mit Natalie Dessay, Thomas Hampson et l'Orchestre national du Capitole de Toulouse, Leitung Michel Plasson.
- 2002: Giovanni Battista Pergolesi, Stabat Mater, mit Il Seminario Musicale et Véronique Gens, Virgin Classics.
- 2003: Henry Purcell, O Solitude & songs, mit Il Seminario Musicale, naïve E8882.
- 2007: Marc-Antoine Charpentier: Orphée descendant aux enfers H.471, Epitaphium Carpentarii H.474, douze Airs sérieux et à boire, Tristes déserts H.469, H.467, H.455, H.445, H.463, H.456, .461, H.450, H.446, H.470, H.448, H.466 et les Stances du Cid H.457 H.458 H.459, Il Seminario Musicale. CD Zig-Zag territoires.